# 圣方济各沙勿略堂 (曼哈顿)
40°44′18″N 73°59′43″W / 40.738279°N 73.995152°W

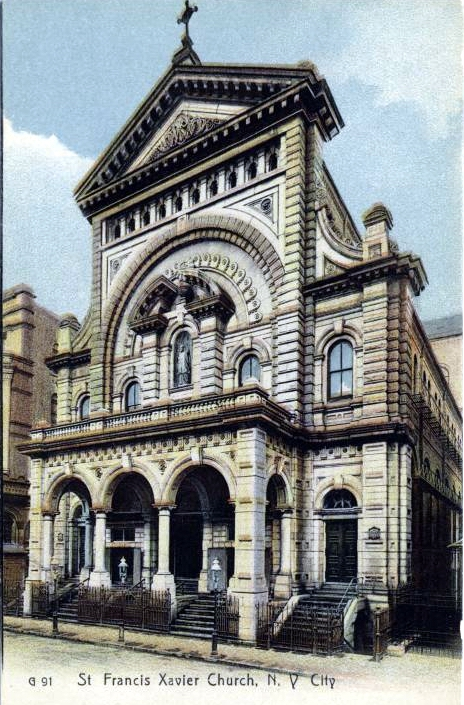
圣方济各沙勿略堂

圣方济各沙勿略堂（St. Francis Xavier Church）是一座罗马天主教教堂，位于美国纽约市曼哈顿的西16街30-36号（介于第五大道与第六大道之间）。

## 历史
该堂由来自布朗克斯的福特汉姆村的耶稣会兴建于1851年，由威廉罗德里格设计。1877年3月8日，教堂举行礼拜时有人喊“火！”，造成恐慌，死亡七人。1878年教堂拆除。1882年目前的新堂启用，设计者是出生于爱尔兰，一生设计过数百个教堂的建筑师帕特里克查尔斯 Keely ；教堂的外观为新巴洛克风格，而室内的玻璃花窗为拉斐尔前派风格。